# Prima della messa - Bernstein a Caracalla
 Prima della messa - Bernstein a Caracalla è un documentario del 2023 prodotto da Panamafilm, incentrato sulla figura del grande compositore americano Leonard Bernstein, e sulla sua iconica opera Mass.

## Trama
Attraverso interviste, filmati di repertorio, fotografie e scene live il documentario ripercorre la vita e la carriera di Leonard Bernstein alternando il racconto con la costruzione del suo spettacolo Mass alle Terme di Caracalla, riaperte come spazio pubblico teatrale dopo la chiusura per Covid. La preparazione e la costruzione dello spettacolo, diretto da Damiano Michieletto, vengono raccontate in tutti gli aspetti organizzativi e produttivi. Ne viene fuori un affresco del grande teatro d'Opera come lavoro collettivo e un ritratto vivido e commovente di Leonard Bernstein